# Niżnij Ubiekimachi
Niżnij Ubiekimachi (ros. Нижний Убекимахи) – wieś w Rosji, w Dagestanie, w rejonie lewaszyńskim. W 2021 liczyła 584 mieszkańców, głównie Dargijczyków.